# Очеретуватська сільська рада (Семенівський район)
Очеретуватська сільська рада — колишній орган місцевого самоврядування у Семенівському районі Полтавської області з центром у c. Очеретувате.
Населення — 1184 осіб.

## Населені пункти
Сільраді були підпорядковані населені пункти:
- c. Очеретувате
- с. Вільне